# Henioche (Mutter des Melanthos)
Henioche (altgriechisch Ἡνιόχη Hēnióchē) ist eine Gestalt der griechischen Mythologie.
Laut Hellanikos von Lesbos war Henioche die Tochter des Harmenios (oder Armenios), Sohn des Zeuxippos, und stammte aus dem auf Admetos zurückgehenden Geschlecht der Könige von Pherai in Thessalien. Sie war die Frau des Neleiden Andropompos, mit dem sie den Melanthos zum Sohn hatte. Melanthos aber war der Begründer der mythischen Königsdynastie der Melanthiden in Athen, die dort die lange Herrschaft der Kekropiden beendeten. 
Wie Armenios möglicherweise der eponyme Heros der Armenier war, so war Henioche vielleicht die Namensgeberin für die den Armeniern benachbarten Heniochen an der kaukasischen Küste des Schwarzen Meeres.